# Harry Owen Roe
Pour les articles homonymes, voir Owen et Roe.
Pas d'image ? Cliquez ici

a Compétitions nationales et continentales officielles uniquement.

Harry Owen Roe est un joueur gallois de rugby à XV, né en 1886 à Taibach et décédé en 1962 à Bayonne. 

## Carrière

### Enfance
Sa maison natale est située au 25 Cwrt Ucha Terrace. Harry Owen Roe est le fils de William H. Roe, tailleur de profession, et de Louisa Margaret Roe, qui eurent également trois autres enfants, deux filles et un garçon.
En 1901, la famille emménage à Swansea, et son père acquiert une maison près des docks. Le jeune Harry, se destine alors à devenir professeur.

### Penarth RFC
Harry a ensuite déménagé à Penarth, où il devient docker et rejoint le Penarth RFC en tant que demi-centre. Les éditions du Penarth Times de l'époque font des comptes rendus élogieux sur les prestations du joueur. 
En 1910, une équipe française en tournée a disputé un match face à Penarth. Les journaux locaux de Bayonne se sont extasiés sur le talent de Harry Owen Roe.
Harry était devenu ami avec Jules Forgues (frère de Fernand Forgues), alors employé dans la région et jouant au rugby avec  Penarth. C'est par l'intermédiaire de Jules que les dirigeants de l'Aviron bayonnais font à Harry Owen Roe une offre qu'il ne peut refuser. 

### Aviron bayonnais (1911-1919)
En effet, le départ de l’Écossais Alfred Russell du Glasgow Academicals et une saison blanche incitent les dirigeants à se remettre à la recherche d’un autre leader de jeu. Harry Owen Roe devient ainsi entraîneur et joueur de l'Aviron bayonnais.
Roe débarque à Bayonne le 8 mai 1911, à l'âge de 25 ans. Il base son coaching sur l'ouvrage « The Modern Rugby Game » du célèbre international gallois Gwyn Nicholls, 
Roe exerce une influence profonde et durable sur l'ADN du club basque.
Bayonne est champion de France en 1913. 
Roe dispute la finale face au SCUF au poste d'ouvreur.
À la fin de la Première Guerre mondiale qui voit le décès de six joueurs de l'Aviron, Roe endosse de nouveau la tunique bleue et blanche.

## Vie privée
Harry Owen Roe épouse une jeune fille originaire du Pays basque et s'installe définitivement dans la région bayonnaise. Roe parlait couramment le basque ainsi que le français. 
En 1939, Harry a été contraint de fuir les nazis, et est retourné à Penarth où il a servi dans la Home Guard, retournant à Bayonne dès qu'il pouvait le faire en toute sécurité. 